# Margarida Borràs
Margarida Borràs (Mallorca, segle XV - València, 28 de juliol de 1460) va ser una dona transgènere valenciana. Fou penjada a la forca per la seva identitat de gènere, i actualment és una icona per a la defensa dels drets LGBT a València.

## Història
Possiblement era filla d'un important notari de Mallorca i degué freqüentar els cercles de l'alta societat valenciana de l'època. Va assolir certa fama a la València més rica. Fou presa i torturada, i va ser executada a la forca a la plaça del Mercat de la ciutat de València, tal com es feia a l'edat mitjana amb els assassins, parricides, uxoricides i sodomites, en aquest cas per identificar-se amb el gènere femení i comportar-se i vestir-se com a tal.

## Icona LGBT
A mitjan anys noranta el professor Vicent Josep Escartí va escriure un article sobre els fets al voltant de la mort de Margarida Borràs que assoliria gran rellevància entre els col·lectius de gais, lesbianes i transsexuals a la ciutat de València. L'any 1995 el Col·lectiu Lambda de Lesbianes, Gais i Transsexuals de València va instaurar els Premis 28 de Juny, anomenats des de l'any 2002 Premi Margarida Borràs, per reconèixer les persones i entitats que han destacat pel seu treball contra l'homofòbia, la transfòbia i la bifòbia, així com per la defensa dels drets del col·lectiu LGBT, com a homenatge a la primera persona que consta a València que va morir per l'odi i la discriminació motivats pel sol fet de mostrar-se tal com se sentia.

## Carrer dedicat a la ciutat de València
Al mes de gener de 2016 el Consell per la Dona i per la Igualtat de l'Ajuntament de València va decidir dedicar-li un carrer junt a altres 43 dones que no han tingut l'oportunitat d'obtindre el reconeixement al llarg de la història, i el 17 de maig de 2017 es va col·locar una placa d'homenatge a la plaça del Mercat, on va ésser executada.

## Cultura popular
L'obra teatral Margarida, de Rubén Rodríguez Lucas, es va inspirar en Margarida Borràs. L'autor va rebre el Premi Federico García Lorca de la Universitat de Granada al millor text teatral i l'obra va ser estrenada en el Festival Russafa Escènica de València.